# Simon Silverholt
Simon Texas Silverholt (17 giugno 1993) è un calciatore svedese, attaccante dell'Europa Point.

## Carriera

### Club
Cresciuto nelle giovanili dell'Halmstad, ha esordito in Allsvenskan in data 18 agosto 2013, subentrando ad Antonio Rojas nel pareggio casalingo per 2-2 contro il Gefle. Il 29 settembre successivo ha trovato la prima rete nella massima divisione locale, nella sconfitta interna per 1-4 subita contro il Djurgården.
Ad agosto 2017, Silverholt è stato ingaggiato dal GAIS, in Superettan. L'8 agosto ha disputato la prima partita con questa maglia, schierato titolare nella sconfitta per 2-0 arrivata sul campo dell'Öster. Il 12 agosto ha realizzato il primo gol, nel successo per 2-1 sul Syrianska.
In vista della Veikkausliiga 2018, Silverholt è stato ingaggiato dai finlandesi dell'IFK Mariehamn. L'8 aprile ha quindi esordito nella massima divisione locale, sostituendo Pontus Åsbrink nella sconfitta per 2-0 contro il RoPS. Il 3 maggio 2018 ha siglato il primo gol in campionato, nella vittoria per 3-2 sul TPS.
Il 17 giugno 2020 è approdato ai norvegesi dell'Hødd fino al termine della stagione.
Il 26 febbraio 2021 è stato presentato dal Tvååkers IF, squadra della terza serie svedese, a fronte di un contratto annuale.

## Statistiche

### Presenze e reti nei club
Statistiche aggiornate al 3 ottobre 2020.
| Stagione             | Club                 | Campionato           | Campionato | Campionato | Coppe nazionali | Coppe nazionali | Coppe nazionali | Coppe continentali | Coppe continentali | Coppe continentali | Supercoppe | Supercoppe | Supercoppe | Totale | Totale |
| Stagione             | Club                 | Comp                 | Pres       | Reti       | Comp            | Pres            | Reti            | Comp               | Pres               | Reti               | Comp       | Pres       | Reti       | Pres   | Reti   |
| -------------------- | -------------------- | -------------------- | ---------- | ---------- | --------------- | --------------- | --------------- | ------------------ | ------------------ | ------------------ | ---------- | ---------- | ---------- | ------ | ------ |
| 2013                 | Halmstad             | A                    | 6          | 1          | CS              | 3               | 0               | -                  | -                  | -                  | -          | -          | -          | 9      | 1      |
| 2014                 | Halmstad             | A                    | 8          | 1          | CS              | 4               | 1               | -                  | -                  | -                  | -          | -          | -          | 12     | 2      |
| 2015                 | Halmstad             | A                    | 10         | 0          | CS              | 1               | 0               | -                  | -                  | -                  | -          | -          | -          | 11     | 0      |
| 2016                 | Halmstad             | S                    | 7+1        | 2+0        | CS              | 1               | 0               | -                  | -                  | -                  | -          | -          | -          | 9      | 2      |
| gen.-ago. 2017       | Halmstad             | A                    | 0          | 0          | CS              | -               | -               | -                  | -                  | -                  | -          | -          | -          | 0      | 0      |
| Totale Halmstad      | Totale Halmstad      | Totale Halmstad      | 31+1       | 4+0        |                 | 9               | 1               |                    | -                  | -                  |            | -          | -          | 41     | 5      |
| ago.-dic. 2017       | GAIS                 | S                    | 11         | 3          | CS              | 1               | 0               | -                  | -                  | -                  | -          | -          | -          | 12     | 3      |
| 2018                 | IFK Mariehamn        | VL                   | 27         | 6          | CF              | 1               | 1               | -                  | -                  | -                  | -          | -          | -          | 28     | 7      |
| 2019                 | IFK Mariehamn        | VL                   | 17         | 3          | CF              | 5               | 1               | -                  | -                  | -                  | -          | -          | -          | 22     | 4      |
| Totale IFK Mariehamn | Totale IFK Mariehamn | Totale IFK Mariehamn | 44         | 9          |                 | 6               | 2               |                    | -                  | -                  |            | -          | -          | 50     | 11     |
| 2020                 | Hødd                 | 2D                   | 12         | 0          | -               | -               | -               | -                  | -                  | -                  | -          | -          | -          | 12     | 0      |
| Totale               | Totale               | Totale               | 98+1       | 16+0       |                 | 16              | 3               |                    | -                  | -                  |            | -          | -          | 115    | 19     |